# Христо Цветанов (волейболист)
Христо Цветанов е български волейболист. Роден на 29 март 1978 г. в град Червен бряг, той е висок 198 см и тежи 85 kg. Женен (Надя) с две дъщери (Ивайла и Елиза).

## Състезателна кариера
Играе на поста централен блокировач. Той е плод на школата на Локомотив Червен Бряг. Спортната си кариера започва в Локомотив Пловдив (1995 – 1996), ЦСКА (1996 – 1997), следва Левски Сиконко (1997 – 2003), Trento Италия (2003 – 2004), Stade Poitevin Франция (2004 – 2006), Olympiacos Гърция (2006 – 2007), Будванска Ривиера (Будва) Черна Гора(2007 – 2008), Локомотив-Изумруд (Екатеринбург) Русия (2008 – 2011), Лион Франция(2012), Левски Волей (2012 – 2013), Левски Бол (2013 – 2014), ЦСКА (2014 – 2020), Левски 2020 – 2021).

## Отличия
Бронзов медалист от Световното първенство в Япония 2006 г. и Световната купа в Япония 2007 г.
Бронзов медалист от Европейското първенство в Турция 2009 г.
Бронзов медалист от купа ЦЕВ (сезон 2007 – 2008) с Будванска Ривиера, Черна Гора.
Печелил шест пъти шампионата на България и пет пъти носител на купата на страната.

## Работа като треньор
От 2021 година Христо Цветанов е помощник треньор на Андрей Жеков в Левски София.